# نانتشونغ
نانتشونغ (بالصينية: 南充市 )‏ هي مدينة على مستوى محافظة، في جمهورية الصين الشعبية، تتبع سيتشوان، تبلغ مساحتها 12,479 كيلومتر مربع، رمزها البريدي هو 637000.

## المناخ
يظهر الجدول التالي التغييرات المناخية على مدار السنة لنانتشونغ:
| البيانات المناخية لـنانتشونغ                                                                 | البيانات المناخية لـنانتشونغ | البيانات المناخية لـنانتشونغ | البيانات المناخية لـنانتشونغ | البيانات المناخية لـنانتشونغ | البيانات المناخية لـنانتشونغ | البيانات المناخية لـنانتشونغ | البيانات المناخية لـنانتشونغ | البيانات المناخية لـنانتشونغ | البيانات المناخية لـنانتشونغ | البيانات المناخية لـنانتشونغ | البيانات المناخية لـنانتشونغ | البيانات المناخية لـنانتشونغ | البيانات المناخية لـنانتشونغ |
| الشهر                                                                                        | يناير                        | فبراير                       | مارس                         | أبريل                        | مايو                         | يونيو                        | يوليو                        | أغسطس                        | سبتمبر                       | أكتوبر                       | نوفمبر                       | ديسمبر                       | المعدل السنوي                |
| -------------------------------------------------------------------------------------------- | ---------------------------- | ---------------------------- | ---------------------------- | ---------------------------- | ---------------------------- | ---------------------------- | ---------------------------- | ---------------------------- | ---------------------------- | ---------------------------- | ---------------------------- | ---------------------------- | ---------------------------- |
| الدرجة القصوى °م (°ف)                                                                        | 19.4 (66.9)                  | 23.0 (73.4)                  | 30.2 (86.4)                  | 35.2 (95.4)                  | 37.2 (99.0)                  | 36.8 (98.2)                  | 39.6 (103.3)                 | 41.4 (106.5)                 | 41.9 (107.4)                 | 34.1 (93.4)                  | 25.7 (78.3)                  | 17.4 (63.3)                  | 41.9 (107.4)                 |
| متوسط درجة الحرارة الكبرى °م (°ف)                                                            | 9.2 (48.6)                   | 12.0 (53.6)                  | 16.7 (62.1)                  | 22.5 (72.5)                  | 26.9 (80.4)                  | 28.9 (84.0)                  | 31.7 (89.1)                  | 32.0 (89.6)                  | 27.0 (80.6)                  | 21.1 (70.0)                  | 16.1 (61.0)                  | 10.3 (50.5)                  | 21.2 (70.2)                  |
| المتوسط اليومي °م (°ف)                                                                       | 6.5 (43.7)                   | 8.8 (47.8)                   | 12.7 (54.9)                  | 17.8 (64.0)                  | 22.1 (71.8)                  | 24.7 (76.5)                  | 27.3 (81.1)                  | 27.1 (80.8)                  | 22.9 (73.2)                  | 17.8 (64.0)                  | 13.0 (55.4)                  | 7.8 (46.0)                   | 17.4 (63.3)                  |
| متوسط درجة الحرارة الصغرى °م (°ف)                                                            | 4.3 (39.7)                   | 6.3 (43.3)                   | 9.7 (49.5)                   | 14.2 (57.6)                  | 18.4 (65.1)                  | 21.4 (70.5)                  | 23.9 (75.0)                  | 23.5 (74.3)                  | 20.1 (68.2)                  | 15.5 (59.9)                  | 10.7 (51.3)                  | 5.9 (42.6)                   | 14.5 (58.1)                  |
| أدنى درجة حرارة °م (°ف)                                                                      | −2.2 (28.0)                  | −0.4 (31.3)                  | 1.2 (34.2)                   | 4.9 (40.8)                   | 9.5 (49.1)                   | 14.3 (57.7)                  | 18.9 (66.0)                  | 17.4 (63.3)                  | 13.3 (55.9)                  | 3.5 (38.3)                   | 2.2 (36.0)                   | −3.4 (25.9)                  | −3.4 (25.9)                  |
| الهطول مم (إنش)                                                                              | 15.7 (0.62)                  | 18.1 (0.71)                  | 33.9 (1.33)                  | 70.7 (2.78)                  | 116.7 (4.59)                 | 155.4 (6.12)                 | 190.6 (7.50)                 | 145.9 (5.74)                 | 127.5 (5.02)                 | 72.7 (2.86)                  | 37.9 (1.49)                  | 17.5 (0.69)                  | 1٬002٫6 (39.45)              |
| متوسط أيام هطول الأمطار                                                                      | 8.9                          | 8.6                          | 10.7                         | 12.5                         | 13.5                         | 13.6                         | 12.8                         | 10.1                         | 14.6                         | 14.0                         | 10.6                         | 8.3                          | 138.2                        |
| متوسط الرطوبة النسبية (%)                                                                    | 85                           | 81                           | 77                           | 76                           | 74                           | 79                           | 79                           | 77                           | 81                           | 84                           | 84                           | 85                           | 80                           |
| ساعات سطوع الشمس الشهرية                                                                     | 31.7                         | 43.6                         | 81.7                         | 118.4                        | 130.7                        | 122.6                        | 168.6                        | 193.8                        | 96.5                         | 67.5                         | 53.3                         | 26.9                         | 1٬135٫3                      |
| نسبة وصول أشعة الشمس                                                                         | 10                           | 14                           | 22                           | 31                           | 31                           | 29                           | 39                           | 47                           | 26                           | 19                           | 17                           | 9                            | 26                           |
| المصدر #1: China Meteorological Data Service Center                                          |                              |                              |                              |                              |                              |                              |                              |                              |                              |                              |                              |                              |                              |
| المصدر #2: China Meteorological Administration(precipitation days, sunshine hours 1971-2000) |                              |                              |                              |                              |                              |                              |                              |                              |                              |                              |                              |                              |                              |

## التقسيمات الإدارية
- Shunqing, Nanchong [الإنجليزية]‏
- Gaoping, Nanchong [الإنجليزية]‏
- Jialing, Nanchong [الإنجليزية]‏
- Nanbu County [الإنجليزية]‏
- Yingshan County, Sichuan [الإنجليزية]‏
- Peng'an County [الإنجليزية]‏
- Yilong County [الإنجليزية]‏
- Xichong County [الإنجليزية]‏
- لانغزهونغ.